# Nereis baliensis
Nereis baliensis är en ringmaskart som först beskrevs av Horst 1924.  Nereis baliensis ingår i släktet Nereis och familjen Nereididae. Inga underarter finns listade i Catalogue of Life.